# ウィンキーの白い馬
ウィンキーの白い馬(Winky's Horse)は、2005年のオランダ映画。本国ではワーナー・ブラザース配給。ヒット作「ネコのミヌース (映画)」（2004年公開作品）のスタッフが再集結。日本国内でも各地の映画祭で上映された。キンダー・フィルム・フェスティバル (東京)（06年）。同年、あいち国際女性映画祭、東京国際映画祭（みなと上映会）でも上映。

## 概要
文化の壁にぶつかりながら乗り越えていくウィンキーの健気な姿と、1年で最高にわくわくする季節の期待にふくらむ無垢な心情が、美しい映像の数々とともに描写されていく。機知に富み情に厚い登場人物たちに囲まれて、ウィンキーを演じるエビイ・タンは最高に愛らしい。「生きるってすばらしい」と思わせてくれる映画。日本語吹替あり。

## キャスト
- ウィンキー...エビイ・タン（吹替：小林由美子）
- ウィンキーの父...アーロン・ワン（吹替：井田国男）
- ウィンキーの母...ハンイ・ハン（吹替：瀬尾恵子）
- サミール...マモウン・エルヨウノウス（吹替：近木裕哉）
- コールおばさん...ベティ・シューマン（吹替：永木貴依子）
- シームおじさん...ジャン・ディクレー（吹替：小山武宏）

## スタッフ
- 監督：ミッシャ・カンプ
- 脚本：タマラ・ボス
- 制作：バーニー・ボス／ヒルデ・デ・ラエレ／キム・クラーセ
- 編集：ザンダー・ヴォス
- 音楽：ヨハン・フーゲウィス
- 翻訳：いけや咲良
- 発売：株式会社オンリー・ハーツ

## ストーリー
ウィンキー・ウォンは中国からオランダへ引っ越してきたばかりの6歳の少女。オランダでは父親が中華レストランを営んでいる。最初は慣れない生活に戸惑うウィンキーであったが、次第に親友や知人も増え、オランダの文化に親しんでいく。そんなウィンキーには1つの大きな夢があった。それは馬を飼うこと。そこで12月5日にオランダの子どもたちにプレゼントを届けてくれるというセント・ニコラスにお願いすることに。でも、オランダの文化に親しもうとしないウィンキーの両親はニコラスの存在すら信じてくれない。普段は味方してくれる大人たちも、こればかりはムリだろうと、みんな口を揃えて言う。それでもセント・ニコラスを信じ、馬をもらえると思い続けるウィンキー。果たして12月5日に念願の馬を手に入れることができるのだろうか。

## おもな受賞
- オランダ映画祭
  - 最優秀脚本賞、最優秀子ども映画賞
- シカゴ国際子ども映画祭
  - 審査員賞
- フランダース国際映画祭
  - 観客賞
- 国内の映画祭
  - 東京国際映画祭、キンダー・フィルム・フェスティバル (東京)、あいち国際女性映画祭、京都国際子ども映画祭にて上映

## その他
日蘭交流400周年を迎えた2009年、徳川幕府の朱印船貿易開始から400年。幕末・佐倉藩での洋学奨励をきっかけに今も続く佐倉とオランダのつながりを記念して開催された記念イベント「なかよし佐倉とオランダ」にて上映される。